# Transformers Animated
Transformers Animated es una serie de televisión animada basada en la franquicia Transformers. La serie fue producida por Cartoon Network Studios y Hasbro e hizo su debut el 26 de diciembre de 2007 por el canal Cartoon Network en los Estados Unidos. En Latinoamérica, la misma señal televisiva estrenó la serie el 7 de junio de 2008.
La continuidad de esta serie es independiente de cualquiera de las series anteriores de Transformers, a pesar de que usa imágenes de la primera serie (Transformers: Generación 1) en su primer episodio como una película histórica.

## Sinopsis

### Episodios piloto
Ratchet se encuentra en medio de una batalla, tratando de ocultarse logra encontrar a Arcee, una Autobot con importantes códigos, que sufría de una pierna destruida.
Ratchet reparó parte de esta pero fueron atacados por Lockdown, un cazarecompenzas que buscaba a Arcee por órdenes de Megatron estos son capturados y Ratchet se ve obligado a borrar la mente de Arcee para que los códigos no le sean robados.
Optimus, se encuentra en una misión de energía siglos después de la guerra, este charla con Elita One, cuando otro amigo de ellos, Sentinel Prime, llega a iniciar la marcha, durante el trayecto son atacados por arañas, Sentinel escapa y Optimus y Elita quedan atrapados, tratan de salir con cables, pero Elita cae y es contaminada por las arañas, transformándola en Blackarachnia. Sentinel culpa a Optimus convirtiéndose en un fastidioso enemigo y Blackarachnia se une a los Decepticons, quedando resentida con los Autobots.
Blackarachnia aparece como la relación amorosa de Optimus, ya que en Transformers: Generación 1, Elita One es la novia de Prime
Bumblebee, Longarm, Bulkhead, Ironhide y Wasp, se encuentran en el campamento Autobot, con Sentinel como su profesor, Bumblebee vive soñando con convertirse en un oficial de la guardia de Cybertron, durante una vigilancia, descubre que Wasp, un Autobot con quien no se llevaba bien, es en realidad un espía Decepticon, este hace cientos de trucos para sorprenderlo, entre ellos es ayudado por Bulkhead, quien por accidente derriba una torre sobre Sentinel, víctima de todos los errores de Bumblebee, este se desquita con el grupo entero, metiendo a Bumblebee en problemas.
Longarm convence a Bumblebee de no rendirse y lo ayuda a descubrir a Wasp, este es arrestado y Bumblebee es ascendido a la guardia de Cybertron, pero trata de encubrir a Bulkhead por el accidente de la torre y ambos terminan en el equipo de mantenimiento (sueño de Bulkhead).

### Primera temporada
Optimus Prime es un jefe de un grupo de reparadores de puentes espaciales, que sentía que estaba programado para algo más grande que mantenimiento mecánico.
Cybertron vivía en paz, pues las grandes guerras habían terminado hace siglos.
Todo eso cambia cuando el grupo encuentra el "Allspark", fuente de la vida de todo autobot. Es por eso que el Némesis, la nave Decepticon al mando de Megatrón, ataca al equipo de Prime. Mientras los persiguen, Starscream, en su afán de matar a Megatrón, le pone una bomba en su espalda antes de que este salga a interceptar el "Arca", la nave Autobot. Al detonar el explosivo, ocasiona que Megatrón pierda un brazo, pero a su vez le ayuda a penetrar la nave de Prime. Prowl logra cortar a Megatrón su otro brazo, no obstante, la confusión de pelea ocasiona que la nave atraviese un descompuesto puente espacial, mandándolos a la Tierra.
El Arca cae al lago Erie en Detroit, mientras que Megatron se estrella en un lugar cercano, quedando su cuerpo separado de su cabeza, la cual es encontrada por un joven a las afueras de su casa.
50 años después, la ciudad de Detroit se encuentra en el siglo 22 donde Isaac Sumdack, el joven que encontró la cabeza de Megatrón, narra que Detroid fue alguna vez la ciudad con mayor producción automotriz, pero que ahora es la mayor productora de máquinas y robots del mundo (los cuales ha creado él, basándose en la tecnológica cabeza del líder decepticon) .
Durante un experimento, un grupo de Nanobots hace que una Cucaracha crezca a un tamaño enorme. El capitán Fanzone, jefe de policía local, logra destruirla, pero el insecto se regenera. Una de las partes del insecto baja al fondo del lago y se infiltra en el "Arca", causando la activación de la alarma lo cual despierta a los Autobots.
Optimus y su equipo derrotan a la bestia y Bumblebee se hace amigo de Sari Sumdack, una niña de 8 años que es la hija adoptiva del profesor Sumdac.
El "Allspark" transforma su tarjeta de acceso en una llave, que al introducirla en algo mecánico lo repara y le permite manipularlo a su voluntad.
Sari empieza a abusar a su propio beneficio de todo robot a su alrededor, como hacer bailar a su robo-tutor, asustar a Bumblebee con una pinza mecánica o entrar en el laboratorio de su padre.
Sari regala a los Autobots un refugio secreto que es en realidad una planta maquinadora abandonada que su padre ya ni siquiera recuerda tener.
Optimus y el resto comienzan a salvar la ciudad de todos los problemas que hay en ella.
Después de convertirse en los superhéroes de la ciudad son encontrados por Starscream quien los ataca, dejando moribundo a Bumblebee, y consiguiendo el "Allspark". Sin embargo, Prime evita que el Allspark caiga en manos del Decepticon, al sacrificarse asimismo. No obstante, gracias a la llave de Sari y al Allspark, logra salvarse.
Después de este enfrentamiento, la cabeza de Megatrón despierta, pero al verse en una deplorable situación, decide engañar al Dr. Sumdack, diciéndole que él es un Autobot y que necesita su cuerpo para enfrentar a la amenaza Decepticon, para lo cual creó a los Dinobots y a Soundwave, pero sus planes fracasaron.
En Detroid, Optimus y el resto tuvieron que enfrentarse a supervillanos como El Arquero Enojado, Nanosegundo, la Supercabeza etc.
Prowl y Bulkhead pusieron a los Dinobots en una isla. Blacharacknea también volvió buscando el allspark para retirar la masa orgánica de sí misma pero termina fallando y traicionando a Optimus cuando este intenta ayudarla. Luego llegan Blitzwing y Lungut, quien recibió una señal de Megatron quien le indicaba su posición. Los Autobots lo vencen pero los retos de Blitzwing y Lugnut son reclutados bajo amenaza por Starscream. Cuando Starscream comienza la movilización Decepticon los Autobots le quitan la llave a Sari para mantenerla segura pero esta es robada por Lungut.
Sumdack encontró el cuerpo de Megatron, por desgracia Starscream llegó a su laboratorio y encontró a quien este creía muerto, burlándose de él por estar en ese penoso estado, hasta que este se distrae con Bumblebee y Lungut y Blitzwing ponen la llave en la cabeza de su líder, por lo que este volvió a su cuerpo completo.
Megatrón asesina a Starscream y va a robar el Allspark pero es vencido por los Autobots por lo cual también es destruido o más bien dicho esparcido el Allspark.
Optimus devuelve la llave a Sari y Megatron secuestra a Sumdack.

### Segunda temporada
Sari tiene que mantener la compañía por la ausencia de su padre, pero es expulsada porque no hay registros de su existencia, lo cual la desconcierta, tras quedarse sin hogar, esta decide hospedarse con los Autobots.
La guardia de Cybertron, planea llevarlos de vuelta, diciendo que no hay decepticons en la Tierra tras ignorar las advertencias de Prime.
Los trozos del Allspark causan caos en la ciudad, uno de ellos es que un tren bala pierda sus frenos, tras recuperar el fragmento, Ultra Magnus, el líder supremo Autobot es atacado por Starscream, quien resulta no estar muerto, ya que tras recibir un ataque de Megatron que lo asesinó, Lungut y Blitzwing lanzaron el cuerpo de Starscream a un río luego este despertó porque un trozo del Allspark se incrustó en su frente y ahora es inmortal.
Tras comprobar que habían Decepticons en la zona la guardia permitió a Optimus quedarse en la tierra para protegerla y encontrar los trozos del Allspark.
Megatrón planea volver a Cybertron construyendo un puente espacial, mientras que los trozos de Allspark crean a Wreck-Gar quien cae al fondo del mar y a los Constructicons, quienes se unen a Megatron para ayudar con su puente.
La supervillana Slo Mo reúne a todos los villanos en el área disminuyendo el tiempo en todo lo mecánico, robando bancos de un lado a otro y nombrando al grupo como la sociedad de última villanía, Swindle, (Decepticon) trató de robar el reloj de tiempo, pero fue detenido por la sociedad, la que al parecer se separó.
Bumblebee descubre a un muy rápido corredor de carreras azul, este está seguro de que es un decepticon y se inscribe en carreras ilegales, luego se da cuenta de que el corredor azul está siendo controlado por el maestro del desastre, líder de estas carreras. El control de manipulación tiene dentro un trozo del Allspark y Blitzwing es mandado a encontrarlo, quien ataca a Bumblebee, este libera al corredor azul, quien lo salva de Blitzwing y escapa.
Starscream comienza una producción masiva de clones pero pone solo 5 en funcionamiento Skywarp, Thundercracker etc. A quienes usa para atacar a Megatron, quien secuestra a Bulkhead (experto en puentes espaciales) para que lo ayude con su proyecto.
El corredor de carreras azul resulta ser Blurr, que guía a los Autobots a la guarida de Megatrón, Ratchet y Sari transforman el arca en Omega Supreme quien combate a los clones de Starscream, que atacan a Megatron.
Los clones sujetan a Megatron para que Starsceam lo asesine, pero Sumdack utiliza la supercabeza para controlarlo, Megatron arroja a los clones de Starscream y vence a Sumdac. Luego usa la cabeza de Starcream como batería y por accidente ambos son lanzados al espacio. Omega Supreme se sacrifica y los autobots salvan a Bulkhead y al profesos Sumdac, Sari se hace una herida en el codo solo para encontrar piezas robóoticas en su interior, a lo que su padre contesta que necesitan hablar.

### Tercera temporada
En la tercera temporada, los Decepticons luchan contra los Autobots por el control de los puentes espaciales en todas partes, con la esperanza de unirse a la invasión planeada por Megatron en la temporada pasada. Megatron y Starscream pronto son liberados de las profundidades del espacio y logran tomar el control de Omega Supreme. Entretanto se reveló que Sari es un ser tecno-orgánico creado a partir del ADN humano Isaac Sumdac y una protoforma ("estructura básica" de un Cybertroniano), pero solo después de que Sari drena la llave de sus poderes cuando ella se actualiza en un robot/cibernético con cuerpo adolescente blindado. Shockwave siente que su cobertura no se ha revelado aún ni siquiera por Autobot Blurr que escapó de los clones sólo para ser aplastado y eliminado por Cliffjumper. Ratchet está pasando por visiones de su relación entre él y el Omega Supreme. Megatron y Starscream vienen a la Tierra e intentan matar a los Autobots, sólo para terminar en un ciclo sin fin teletransportación aleatoria.
Isaac Sumdac y Bulkhead continuaron trabajando en un puente espacial, mientras que Wasp fugitivo llega a la Tierra para vengarse de Bumblebee. Wasp escapa y Shockwave es revelado como un espía en todo Cybertron. Shockwave escapa con el martillo de Ultra Magnus y deja atrás un Ultra Magnus herido de muerte. Sentinel Prime, que había venido a la Tierra para capturar a Wasp, vuelve a Cybertron con el Lugnut capturado, Blitzwing, Swindle y dos clones de Starscream pero Lugnut y Swindle escapan y Lugnut encuentra Megatron, Starscream y Omega Supreme. Soundwave ha hecho una declaración sorprendente en un intento de destruir a los Autobots, pero falla, cae a pedazos otra vez y se escapa a un lugar desconocido. Shockwave trae a Arcee (que contiene los códigos de activación de Omega Supreme), y pronto los tres clones de Omega Supreme son creados, a semejanza de Lugnut. Optimus Prime sigue trabajando en ser un Autobot volador y usa el martillo de Magnus, Los resultados batalla final son la muerte de Prowl y Starscream. Megatron es capturado y llevado a Cybertron por los Autobots y Sari, que son aclamados como héroes a su llegada.

### Cuarta temporada cancelada
Una cuarta temporada estaba planeada, pero fue cancelada y nunca producida por razones no especificadas. Según Transformers Animated: The AllSpark Almanac II, el tema principal de la cuarta temporada habría sido el descubrimiento de los depósitos de Energon dejados por el AllSpark a través de Detroit. Optimus Prime, Bumblebee, Jazz y Ratchet habrían regresado a la Tierra junto con Ironhide como nuevo miembro del equipo (que escanearía una camioneta pick-up parecida a la versión de la película del personaje), mientras que Bulkhead y Sari se hubieran quedado en Cybertron, con Sari descubriendo más sobre su tipo y Bulkhead defendiendo granjas de Energon en Cybertron de los Decepticons. Megatron también se reformatearía en un nuevo cuerpo Triple-Changer, con sus modos de vehículos nuevos que serían un avión de combate y un tanque, los cuales serían Cybertronianos. Una figura de acción fue diseñada para el nuevo cuerpo de Megatron, pero nunca fue producida en masa o en la venta al por menor.
Otras ideas planeadas para la temporada cancelada incluyen que Blackarachnia regresa con un ejército de Predacons, Ultra Magnus muere por sus heridas y Sentinel Prime trata de tomar el control como el nuevo Magnus, Prowl volvería como un fantasma poseyendo cuerpos para decirles a sus amigos el riesgo que conllevaba que Sentinel se volviera Magnus, Bulkhead y Sari entran en un universo paralelo con Autobots malos y Decepticons heroicos (un homenaje al cómic Shattered Glass), Minicons de Kaon incapacitan toda la maquinaria en Detroit, las presentaciones del Cosmos Autobot y el Decepticon Bludgeon (que habría sido un pirata), Devastator (La unión de los constructicons) aparecería en esta temporada, Slipstream regresaría con un ejército de Decepticons en la Tierra y luego se aliaría con los Autobots en la última batalla contra Megatron y esa batalla sería el cierre de la cuarta temporada y de la serie y un nuevo grupo de villanos humanos llamado S.T.E.A.M. (Salvadores de la Tierra y la Humanidad), que están en contra de la tecnología moderna y usan armamento Steampunk.

## Personajes
Los Autobots principales son Optimus Prime, Prowl, Ratchet, Bulkhead y Bumblebee. El elenco principal Decepticon se compone de Megatron, Shockwave, Starscream, Blitzwing y Lugnut. Los humanos principales, o como los llaman los Transformers, "orgánicos", son el Profesor Isaac Sumdac, Sari Sumdac y el capitán Fanzone.

### Artefactos
- Allspark (Chispa suprema o chispa vital): Contiene el poder más grande del universo. Es destruida en la tercera temporada por Megatron.

- La Llave Suprema: Contiene la energía del Allspark utilizada para curar Autobots o acceder a sistemas de seguridad. Se agota su energía volviéndose inútil en la tercera temporada.

## Producción
La serie fue producida por Cartoon Network Studios y animada por los estudios de animación japonés MOOK DLE, (el estudio japonés de animación de Super Escuadrón Ciber Monos Hiperfuerza ¡Ya!), y Studio 4 °C. Anteriormente conocido por el título provisional Transformers: Heroes, su nuevo título simplificado fue diseñado para distinguirlo específicamente de la película de acción en vivo lanzada en julio de 2007, meses antes de que se emitiera el primer episodio. La serie es distribuida internacionalmente por Entertainment Rights.
El director de supervisión de la serie es Matt Youngberg (Teen Titans, The Batman), con el vicepresidente de Cartoon Network, Sam Register (Hi Hi Puffy AmiYumi) como productor ejecutivo y Vicent Aniceto como productor de la línea. Adicionalmente, el escritor de Beast Machines Marty Isenberg regresó como escritor principal de la serie. El director de arte y diseñador principal de personajes Derrick J. Wyatt (Teen Titans, Ben 10: Omniverse y Scooby-Doo! Mystery Incorporated) creó el controvertido "aspecto completamente nuevo" que presenta esta serie. 
El primer episodio debía proyectarse en su totalidad el 3 o 4 de noviembre de 2007, en la NTFA Mini-Con, una convención de Transformers en Arlöv, Suecia, pero el fabricante de juguetes estadounidense Hasbro retiró su aprobación de la proyección del episodio completo, a pesar de que Hasbro Nordic le dio luz verde al principio. El episodio tuvo que reducirse a los primeros 11 minutos.

### Versión japonesa
Si bien Transformers Animated se emitió y completó su ejecución en muchos otros territorios, el lanzamiento de la serie en Japón se retrasó. Sin embargo, el 18 de diciembre de 2009, se anunció mediante el lanzamiento del sitio web oficial que Takara Tomy llevaría la serie a Japón en la primavera de 2010. Posteriormente, TV Aichi confirmó la fecha exacta de transmisión, que fue el 3 de abril de 2010, a las 8:00 AM en TV Tokyo Network. El sitio web se había lanzado con muy poco contenido disponible, con un tráiler y un fondo de pantalla de Optimus Prime, y luego se agregó media de Bumblebee. Al igual que con la película cuando se estrenó en Japón, Takara Tomy no cambió el nombre de Optimus a Convoy como lo han hecho en propiedades anteriores. Sin embargo, en una vista previa de solicitud de los llaveros, Bulkhead pasó a llamarse Ironhide en la versión de juguete. Esto se debe a que la versión japonesa de la serie fue ligeramente reescrita para tener conexión con la trilogía de películas Transformers de Michael Bay, lo que provocó el uso de los nombres occidentales para las distintas facciones y personajes, además del renombramiento de algunos de ellos para coincidir con la película (como Bulkhead llamándose Ironhide y el propio Ironhide pasando a llamarse Armorhide). 

### Curiosidades
- La Llave de Sari hace referencia a la llave de Vector Sigma de Transformers G1.
- Se reveló por Ratchet en el episodio "Enemigos de la Prehistoria" que los Transformers existen desde hace más de 10 billones de años.
- Las voces de Susan Blu, John Moschita jr., Corey Burton, "Weird Al" Yankovic voces invitadas de la serie original de Transformers: Generación 1. Además de la voz de David Kaye, voz de Megatron durante la Guerra de Bestias y La Trilogía Unicron.
- El diseño y voz original del personaje de Sentinel Prime (Townsend Coleman) es un homenaje a la Garrapata.

## Reparto
El doblaje de Transformers Animated para Hispanoamérica fue realizado en DINT (Doblajes internacionales), Chile, durante sus 2 primeras temporadas. Para la 3.ª temporada, CN cambio al doblaje, el cual quedó a cargo de Colombia Films.
| Personaje | Actor Original (EE. UU.)                                  | Actor de voz (Hispanoamérica, 1.ª y 2.ª temporadas)                                                                                       | Actor de voz (Hispanoamérica, 3.ª temporada) | Actor de doblaje (España) |
| --- | --------------------------------------------------------- | --- | -------------------------------------------- | ------------------------- |
| Optimus Prime | David Kaye                                                | Carlos Carvajal | Javier Rodríguez Castellanos                 | Iñaki Baliño              |
| Bumblebee | Bumper Robinson                                           | Cristian Lizama |                                              | Sergio Rodríguez-Guisán   |
| Ratchet | Corey Burton                                              | Javier Rodríguez |                                              | Javier López              |
| Bulkhead | Bill Fagerbakke                                           | Rolando Silva |                                              | Julio Lorenzo             |
| Prowl | Jeff Bennett                                              | Rodrigo de la Paz |                                              | Suso Álvarez              |
| Megatron | Corey Burton                                              | Mario Santander |                                              | Santiago Salorio          |
| Starscream | Tom Kenny                                                 | Alexis Quiróz | Leonardo Salas                               | Francisco Barreiro        |
| Blitzwing "Icy" "Hothead" "Random" | Bumper Robinson (todas las voces)                         | Rodolfo Vásquez (1.er Episodio, todas las voces) Sergio Aliaga Julio González Littin (episodio 7), Nelson Medina (resto) Rodrigo Saavedra |                                              | Julio Lorenzo             |
| Lugnut | David Kaye                                                | Mario Olguín (episodio piloto) Marco Antonio Espina (resto)                                                                               |                                              | Julio Lorenzo             |
| Blackarachnia | Cree Summer                                               | Rosario Zamora |                                              | Catherina Martínez        |
| Elita One | Cree Summer                                               | Rosario Zamora | Antía Álvarez Jiménez                        |                           |
| Sari Sumdac | Tara Strong                                               | Vanesa Silva | Shirley Marulanda                            | Catherina Martínez        |
| Profesor Isaac Sumdac | Tom Kenny                                                 | Sergio Schmied |                                              | Santiago Salorio          |
| Capitán Fanzone | Jeff Bennett                                              | Sandro Larenas |                                              | Francisco Barreiro        |
| Ultra Magnus | Jeff Bennett                                              | Marco Antonio Espina (1.ª Temporada), Marcelo Liapiz (resto)                                                                              |                                              |                           |
| Sentinel Prime | Townsend Coleman                                          | Ricardo Soto |                                              | Suso Álvarez              |
| Jazz | Phil LaMarr                                               | Abel Musa |                                              |                           |
| Blurr | John Moschitta, Jr.                                       | Luis Rojas |                                              | Iñaki Baliño              |
| Arcee | Susan Blu                                                 | Jessica Toledo |                                              | Antía Álvarez Jiménez     |
| Teletraan 1 | Tara Strong                                               | 1° voz Jessica Toledo, 2° voz Ximena Marchant                                                                                             |                                              |                           |
| Omega Supreme | Kevin Michael Richardson (1.ª voz), Phil LaMarr (2.ª Voz) | Mario Olguín |                                              |                           |
| Mixmaster | Jeff Bennett                                              | Daniel Seisdedos |                                              |                           |
| Scrapper | Tom Kenny                                                 | Alexis Quiróz |                                              | Santiago Salorio          |
| Grimlock | David Kaye                                                | Ricardo Soto |                                              |                           |
| Wreck-Gar | "Weird Al" Yankovic                                       | Daniel Seisdedos |                                              | Daniel Lema               |
| Lockdown | Lance Henriksen                                           | Julio González Littin |                                              | Santiago Salorio          |
| Soundwave | Jeff Bennett                                              | Daniel Seisdedos |                                              |                           |
| Swindle | Fred Willard                                              | Jorge Lillo |                                              |                           |
| Henry Masterson / Headmaster | Alexander Polinsky                                        | Alejandro Trejo |                                              | Sergio Rodríguez-Guisán   |
| Prometheus Black / Meltdown | Peter Stormare                                            | Ricardo Soto |                                              | Iñaki Baliño              |
| Angry Archer / Arquero Enojado | Jeff Bennet                                               | Mario Santander |                                              |                           |
| Professor Princess / Princesa Justiciera (Latinoamérica)                                                                                | Kath Soucie                                               | Ximena Marchant |                                              | Antía Álvarez Jiménez     |
| Nanosec/ Nanosegundo | Brian Posehn                                              | Felipe Cepeda |                                              |                           |
| Slo-Mo | Tara Strong                                               | Marcela Solervicens |                                              |                           |
| Porter C. Powell | Bumper Robinson                                           | Paulo Castro |                                              | Julio Lorenzo             |
| Clones de Starscream: Skywarp (Clon "Cobarde") Sunstorm (Clon "Adulador") Thundercracker (Clon "Egocéntrico") Ramjet (Clon "Mentiroso") | Tom Kenny (todas las voces)                               | Alexis Quiróz (todas las voces) |                                              |                           |
| Slipstream (Clon Femenino de Starscream)                                                                                                | Tara Strong                                               | Jessica Toledo |                                              | Antía Álvarez Jiménez     |
| Shockwave / Longarm Prime | Corey Burton                                              | | Leonardo Salas                               | Julio Lorenzo             |
| Waspinator / Wasp | Tom Kenny                                                 | Rodrigo Contreras |                                              | Daniel Lema               |
| Ironhide | Corey Burton                                              | Juan José Alarcón |                                              |                           |
| Dirt Boss | John Mariano                                              | |                                              |                           |
| Rodimus Prime | Judd Nelson                                               | |                                              |                           |
| Hot Shot | Bill Fagerbakke                                           | |                                              |                           |
| Strika | Tara Strong                                               | |                                              |                           |
| Red Alert | Tara Strong                                               | |                                              |                           |
| Oil Slick | Phil LaMarr                                               | |                                              |                           |
| Blackout | Bumber Robinson                                           | |                                              |                           |
| Perceptor | Voz Artificial                                            | |                                              |                           |
| Yoketron | George Takei                                              | |                                              |                           |
| Director de cast | Susan Blu                                                 | Luis Rojas, Jessica Toledo |                                              |                           |

## Episodios
| Temporada | Temporada | Episodios | Emisión original        | Emisión original   |
| Temporada | Temporada | Episodios | Estreno de temporada    | Final de temporada |
| --------- | --------- | --------- | ----------------------- | ------------------ |
|           | 1         | 16        | 26 de diciembre de 2007 | 5 de abril de 2008 |
|           | 2         | 13        | 12 de abril de 2008     | 5 de julio de 2008 |
|           | 3         | 13        | 14 de marzo de 2009     | 23 de mayo de 2009 |

La serie consta de 42 episodios agrupados en 3 temporadas. La 3.ª temporada se estrenó el 14 de marzo de 2009 en EE. UU. y el 6 de octubre del mismo año en Latinoamérica.

## Videojuego
Transformers Animated tiene un único videojuego basado en la serie. Este fue lanzado en octubre de 2008 y es exclusivo de la Nintendo DS. 